# Ilocos Norte
Ilocos Norte este o provincie situată pe insula Luzon din Filipine. Capitala provinciei se află la Laoag. Ilocos Norte se întinde pe o suprafață de 3399 km² și are o populație de ca. 547.284 loc. (in 2007).